# Pascal Loretz
Pour les articles homonymes, voir Loretz.
Pascal Loretz, né le 1er juin 2003 à Lucerne, est un footballeur suisse qui joue au poste de gardien de but au FC Lucerne.

## Biographie

### En club
Né à Lucerne en Suisse, Pascal Loretz commence le football au SC Kriens avant de rejoindre le FC Lucerne en 2014, où il est formé. Le 11 juin 2021, il signe son premier contrat professionnel avec le FC Lucerne.
Le 5 février 2023, il fait ses débuts en professionnel, lors d'un match de Super League contre le BSC Young Boys. Il est directement titularisé en raison notamment de l'absence sur blessure de l'habituel numéro un au poste de gardien de but, Marius Müller ainsi que de Vaso Vasic, qui est la doublure de Müller mais également blessé. Les deux équipes se neutralisent ce jour-là (1-1 score final). Loretz est alors maintenu dans les buts pour les matchs suivants et reste invaincu avec son équipe sur une série de quatre matchs consécutifs.
Avec le départ de Marius Müller au FC Schalke 04 lors de l'été 2023 et également parce qu'il a convaincu lors des matchs qu'il a disputés avec l'équipe première, Loretz est nommé gardien titulaire du FC Lucerne en vue de la saison à venir.
Loretz découvre la coupe d'Europe avec le FC Lucerne, jouant son premier match le 27 juillet 2023, lors d'une rencontre qualificative pour la phase de groupe de la Ligue Europa Conférence 2023-2024 face au Djurgårdens IF. Il est titularisé et son équipe s'impose par deux buts à un. Lors de cette saison 2023-2024, le jeune gardien de 20 ans s'impose comme l'un des joueurs les plus importants de l'effectif dirigé par Mario Frick et contribue au bon début de saison des bleus et blancs, qui comptent déjà 14 points après sept journées.

### En sélection
Pascal Loretz joue son premier match avec l'équipe de Suisse espoirs face à Israël le 28 mars 2023. Titulaire, il voit son équipe s'imposer par deux buts à un.
En novembre 2024, il est appelé pour la première fois en équipe de suisse par Murat Yakin mais malheureusement il doit déclarer forfait suite à une blessure, c'est David von Ballmoos qui le remplacera.
En mars 2025, il fait son retour en équipe nationale pour les matchs de préparation en vue des matchs amicaux contre l'Irlande du Nord et le Luxembourg.

## Statistiques
| Saison                | Club                  | Championnat           | Championnat | Championnat | Coupe(s) nationale(s) | Coupe(s) nationale(s) | Compétition(s) continentale(s) | Compétition(s) continentale(s) | Compétition(s) continentale(s) | Total | Total |
| Saison                | Club                  | Division              | M.          | B.          | M.                    | B.                    | Comp.                          | M.                             | B.                             | M.    | B.    |
| 2021-2022             | FC Lucerne rés.       | 1re Ligue - Groupe 2  | 6           | 0           | -                     | -                     | -                              | -                              | -                              | 6     | 0     |
| 2022-2023             | FC Lucerne rés.       | Promotion League      | 15          | 0           | -                     | -                     | -                              | -                              | -                              | 15    | 0     |
| Sous-total            | Sous-total            | Sous-total            | 21          | 0           | -                     | -                     | -                              | -                              | -                              | 21    | 0     |
| 2022-2023             | FC Lucerne            | Super League          | 8           | 0           | -                     | -                     | -                              | -                              | -                              | 8     | 0     |
| 2023-2024             | FC Lucerne            | Super League          | 37          | 0           | 3                     | 0                     | C4                             | 4                              | 0                              | 44    | 0     |
| 2024-2025             | FC Lucerne            | Super League          | 38          | 0           | 2                     | 0                     | -                              | -                              | -                              | 40    | 0     |
| Sous-total            | Sous-total            | Sous-total            | 83          | 0           | 5                     | 0                     | -                              | 4                              | 0                              | 92    | 0     |
| Total sur la carrière | Total sur la carrière | Total sur la carrière | 104         | 0           | 5                     | 0                     | -                              | 4                              | 0                              | 113   | 0     |